# Matthias Zurbriggen
Matthias Zurbriggen (Saas-Fee, 15 mei 1856 - Genève, 21 juni 1917) was een Zwitsers alpinist en berggids.

## Biografie
Matthias Zurbriggen werd geboren in 1856 in Saas-Fee in het kanton Wallis, nabij onder meer de Matterhorn en de grens met Piëmont-Sardinië. Zijn vader was schoenmaker en ging in 1858 aan de slag als mijnwerker in Macugnaga, net over de grens in Piëmont-Sardinië. Op 13-jarige leeftijd verliet hij zijn familie en trok hij door Zwitserland, Italië, Frankrijk en Frans-Algerije, waar hij verschillende beroepen uitoefende.
Op zijn vijfentwintigste keerde hij terug naar Zwitserland om er berggids te worden. In 1886 ontdekte hij als berggids een nieuwe klimroute op de Monte Rosa. Later werd hij bekend voor de eerste beklimming van de Pioneer Peak (6962 m) in de Karakoram in 1892, voor verschillende eerste beklimmingen in Nieuw-Zeeland in 1894 en 1895 en de eerste beklimming van de Aconcagua in de Andes tussen 1896 en 1897. In 1899 trok hij voor een tweede maal naar de Karakoram, om vervolgens in 1900 door te reizen naar de Tiensjan. In 1902 trok hij door de Himalaya.
In 1907 zette Zurbriggen zijn alpinisme-activiteiten stop. In 1917 kwam hij eenzaam en verarmd om het leven door zelfdoding.